# Чилко (озеро)
Чилко (англ. Chilko Lake) — озеро в провинции Британская Колумбия (Канада).

## География
Крупнейшее естественное пресноводное высокогорное озеро Северной Америки. Расположено в 160 км к юго-западу от Уильямс-Лейк и в 250 км к северу от Ванкувер, между озёрами Тасеко и Татлайоко. Озеро лежит в узкой долине, которую окружают отроги юго-восточной части Берегового Хребта. Несколько высочайших вершин Британской Колумбии расположено в районе озера. Ближайшая к озеру вершина — Гуд-Хоп (3240 м.) расположена близ юго-западной оконечности озера, гора Куин-Бесс (3289 м.) — значительно западнее озера, гора Монмаут (3194 м.) — юго-восточнее. Все три вершины лежат примерно на одной линии.
Площадь озера — 180 км², длина — 65 км, длина юго-западного рукава — 10 км. Высота над уровнем моря 1285 метров. Питание ледниковое. Сток из озера по одноимённой реке на северо-восток, далее по реке Чилкотин на юго-восток и по реке Фрейзер в южном, а затем в западном направлении в пролив Джорджия Тихого океана.

## Фауна
В водах озера водится радужная форель, лосось и озёрный сиг. Озеро Чилко находится на территории провинциального парка Тсилос (Ts’yl-os Provincial Park), за исключением небольшого участка восточного побережья озера.